# 二瀬町
二瀬町（ふたせまち）は、福岡県の中央部にあった町で、嘉穂郡に属していた。
1963年4月1日、飯塚市・幸袋町・鎮西村とともに合併して飯塚市となり、自治体としては消滅した。
現在は飯塚市立二瀬中学校、飯塚二瀬郵便局、二瀬病院等に名をとどめる。
また現在では、旧幸袋町と旧鎮西村とまとめて二瀬地区という。

## 地理
福岡県の中央部、筑豊平野の西端部近くに位置しており、筑豊を構成する自治体の一つでもあった。中心市街地は筑豊の中心都市である飯塚市から西北西に約2.5 kmの場所に位置していた。
二つの川が落ち合う地勢であり、町名はこれにちなむ。

## 歴史
- 1889年4月1日 - 町村制施行により、川津村、横田村、伊岐須村、相田村、伊川村、片島村が合併し穂波郡二瀬村として発足。
- 1896年4月1日 - 郡の統合により、嘉穂郡に属する[1]。
- 1932年9月1日 - 町制施行。二瀬町となる。
- 1949年5月20日 - 村内に昭和天皇の戦後巡幸。鉱害により陥没した被災箇所を視察[2]。
- 1963年4月1日 - 飯塚市、幸袋町、鎮西村と合併して飯塚市となり消滅。
- 現在は飯塚市飯塚地区二瀬町、二瀬地区と呼ばれている。

## 現在の自治区
- 相田 → 相田、新相田、上相田、相田団地

　　　　　新二瀬、新高雄、けやき台、新栄町
- 伊岐須 → 高雄区、西新町、東新町、西伊岐須

　　　　　東伊岐須、二瀬本町、ガーデンヒルズ
- 伊川 → 東伊川、南伊川、乙丸
- 片島 → 片島本町、片島勝守町、片島栄町

　　　　　片島宮若町
- 川津 → 西川津、東川津
- 横田 → 西横田、東横田、南横田、旭ヶ丘、中央区

## 行政
旧町役場は現在、飯塚市役所二瀬支所として業務を行っている。
※旧飯塚市給食センター跡地に移転予定

## 産業
日鉄二瀬炭鉱をはじめとする石炭産業が町の主幹産業であった。

## 地域

### 教育

#### 大学
- 九州工業大学情報工学部

#### 高等学校
- 二瀬町立二瀬高等学校　(現:嘉穂東高等学校)
- 二瀬町立二瀬高等女学校　(現:嘉穂東高等学校)
- 私立飯塚工業高等学校　(現在は廃止)
- 私立飯塚商業高等学校　(現在は廃止)

#### 中学校
- 二瀬町立二瀬中学校
- 私立新飯塚中学校　(現在は廃止)
- 飯塚市立飯塚第一中学校 (二瀬町内)

#### 小学校
- 二瀬町立片島小学校
- 二瀬町立伊岐須小学校

## 交通

### 鉄道
- 日本国有鉄道（国鉄）
  - 幸袋線
    - 新二瀬駅 - 二瀬駅

※1969年廃止。

### 道路
- 国道200号
- 国道201号
- 国道211号